# Рибак Натан Самійлович
Ната́н Самі́йлович Риба́к (*21 грудня 1912 (3 січня 1913), Іванівка —† 11 вересня 1978, Київ) — український радянський письменник єврейського походження.

## Життєпис
Народився в родині панського управителя.
Рятуючись від єврейських погромів у Іванівці, родина 1921 року ненадовго переїхала до Петроострова. Звідти родина виїхала вже на постійне мешкання в містечко Шепетівка.
У Шепетівці минають дитячі та юнацькі роки Натана Рибака. Тут він навчавсь у школі, а закінчивши її — у фабрично-заводському технікумі. Завершивши навчання, працював робітником на місцевому цукровому заводі.
Перший нарис опублікував у місцевій газеті.
У 1930 році в київській газеті «Пролетарська правда» надруковано перше оповідання молодого письменника. Це була новела «Дорогами змагань».
Невдовзі він вступив до Київського хіміко-технологічного інституту, але навчаючись, зробив вибір між промисловістю та літературою на користь другої.
Потрапив 1941 року в евакуацію разом зі Спілкою письменників в Уфу.
Вступив до лав Червоної армії 1943 року.
Працював військовим кореспондентом.

Надгробок Натана Рибака на Байковому кладовищі в Києві.

У 1950 році отримав Сталінську премію за роман «Переяславська Рада».
Мешкав у будинку письменників Роліт, де йому встановлено пам'ятну дошку.
Похований на Байковому цвинтарі.
В журналі «Перець» № 1 за 1973р розміщено дружній шарж А. Арутюнянца з нагоди 60-ліття Н Рибака.

## Творчість
Видав кілька збірок поезій:
- «Країна роботи» (1932),
- «Похід колон» (1933),
- «Робочий день» (1934), але спеціалізувався головно на прозі, видавши кілька збірок героїко-революційних оповідань і новел:
- «Дорогами змагань» (1931, перша збірка),
- «Історія одного кулемета» (1933),
- «Мужність» (1934),
- «Останній маршал» (1935), потім перейшов до жанру великої прози.

Найвідоміші його історичні романи («Дніпро», 1939; «Зброя з нами»; «Переяславська Рада», 1948–1953 й ін.) та твори історично-біографічного жанру (збірка «Історичні новелі», 1938; роман «Помилка Оноре де Бальзака», 1940).
Темам сучасності присвячено романи «Час сподівань і звершень» (1960) і «Солдати без мундирів» (1966).
Негативно позначилось на Рибаковій творчості (особливо на такій політично актуальній, як «Переяславська Рада») соціальне замовлення й припасованість до соціалістично-реалістичної методи.
Повне видання: «Твори в 5 томах» (1964).

## Екранізації
- «Помилка Оноре де Бальзака» (1968)
- «Довга дорога в короткий день» (1972) по роману «Солдати без мундирів» (1970)

## Критика
Валерій Марченко у своїй статті «За параваном ідейності», що на суді 1973 року інкримінувалася йому як злочин перед радянською владою, так відгукувався про творчість Натана Рибака:
|  | Ми розглянули твори...досить численного загону письменників, за чиєю допомогою радянські можновладці утверджують своє панування на Україні; ласі шматки, що перепадають найвідданішим, повинні стимулювати акт творення, і вони, природно, роблять свою справу. На обріях нашої літератури, окрім старих кадрів культівських часів (Натана Рибака, Леоніда Новиченка, Юрія Збанацького), з'являється чимало нових письменників-підприємців: Павло Загребельний, Микола Сингаївський, Олесь Лупій, Ростислав Братунь. Продукуючи романи, драми, поезії, статті на правильні теми, гурт оцих вельми далеких від культури свого народу митців «чесно» заробляє на хліб. Твори багатьох із них написані досить вправною рукою графомана, тому непідготованому читачеві за напруженим сюжетом та розмаїтою образною системою важко помітити його ідейну недолугість і навіть реакційність. А це й потрібно авторові та верхнім «десяти тисячам» які спонукають його до письма відрегульованою системою заохочень. |

## Вшанування пам'яті
- Меморіальна дошка на будинку письменників Роліт;
- Вулиця Натана Рибака у місті Шепетівка
- Бібліотека імені Натана Рибака для юнацтва у місті Київ

Вулицю Натана Рибака у Києві було перейменовано на Святодухівську у 2022 році, а 22 червня 2023 року у місті Ірпінь вулицю Натана Рибака перейменували на вулицю Юрія Мушкетика.